# Sijamski blizanci
Sijamski blizanci su blizanci čija su tijela spojena in utero. Predstavljaju rijedak fenomen, te se procjenjuje da se događa između jednog u 50.000 i jednog od 100.000 poroda, s time da je njihova vjerojatnost nešto viša u Jugozapadnoj Aziji i Africi. Oko polovice su mrtvorođenčad, a manji dio se rađa s deformacijama koji im život čine nemogućim. Preživljava ih oko 25%.  Fenomen je češći među ženskom nego muškom djecom, u odnosu 3:1.
Postoje dvije teorije koje nastoje objasniti podrijetlo sijamskih blizanaca. Prva teorija je fisija, u kojoj se oplođena jajna stanica djelomično dijeli. Druga i više prihvaćena teorija je fuzija, pri kojoj se oplođena jajna stanica u potpunosti dijeli, ali matične stanice (koje traže istovrsne stanice) pronalaze matične stanice na drugom blizancu i tako ih spajaju. Sijamski blizanci dijele isti horion, placentu i amniotičku vreću, iako te karakteristike nisu vezane isključivo za srasle blizance, te se također mogu pronaći kod monozigotskih ali ne-sraslih blizanaca koji dijele te strukture u in utero.
Najpoznatiji par sijamskih blizanaca su bili Chang i Eng Bunker (Thai: อิน-จัน, In-Chan) (1811–1874), tajlandska braća rođena u Sijamu (današnji Tajland). Putovali su s cirkusom P. T. Barnuma te su nastupali pod imenom Sijamski blizanci (engleski Siamese Twins). Chang i Eng su bili povezani s tkivom, mesom i zajedničkom jetrom. U današnje doba bi ih relativno lako razdvojili.  S obzirom na rijetkost fenomena po njima je izraz "sijamski blizanci" dobio ime.

## Vanjske poveznice
- Hrvatski povijesni portal  Arhivirana inačica izvorne stranice od 21. lipnja 2012. (Wayback Machine)
- Types and social history of conjoined twins  Arhivirana inačica izvorne stranice od 25. listopada 2005. (Wayback Machine)
- Conjoined Twins  Arhivirana inačica izvorne stranice od 9. siječnja 2012. (Wayback Machine) - slideshow by Life magazine
- The site of the medical Saudi team responsible for numerous successful separation surgeries  Arhivirana inačica izvorne stranice od 22. veljače 2006. (Wayback Machine)